# 세븐틴 (음악 그룹)
세븐틴(영어: Seventeen, 일본어: セブンティーン)은 플레디스 소속으로 2015년 5월 26일에 데뷔한 대한민국의 13인조 다국적 보이 그룹이다. 보이 그룹 내에는 퍼포먼스팀, 보컬팀, 힙합팀이 존재한다. '세븐틴(Seventeen)'이라는 팀명은 팀 인원 13 + 3개의 유닛 (보컬팀, 힙합팀, 퍼포먼스팀) 하나의 팀 +1로, 13+3+1=17이란 뜻이다.
멤버 정한, 원우은 병역을 이행 중에 있으며 11인 체제로 팀 활동 중에 있다.

## 개요
그룹명은 13명의 멤버와 3개의 유닛(힙합팀(에스쿱스, 원우, 민규, 버논), 보컬팀(정한(서브보컬), 조슈아(서브보컬), 우지(리드보컬), 도겸(메인보컬), 승관(메인보컬)), 퍼포먼스팀(준(서브보컬), 호시(서브보컬), 디에잇(서브보컬), 디노(서브보컬))) 그리고 우리(SEVENTEEN)는 한팀을 뜻해 13+3+1=17 SEVENTEEN을 뜻한다. 최근에는 13명의 멤버와 개의 유닛(힙합팀(에스쿱스, 원우, 민규, 버논), 보컬팀(정한(서브보컬), 조슈아(서브보컬), 우지(리드보컬), 도겸(메인보컬), 승관(메인보컬)), 퍼포먼스팀(준(서브보컬), 호시(서브보컬), 디에잇(서브보컬), 디노(서브보컬)))  그리고 우리(SEVENTEEN)가 아닌 팬덤 '캐럿(carat)'을 의미해 또 다른 13+3+1=17 SEVENTEEN을 뜻한다고 밝혔다. 세븐틴 몇몇 멤버들은 2012년 연습생 시절부터 데뷔를 준비해 선배 가수들의 뮤직비디오에 출연 혹은 백댄서로 활동하며 데뷔 전 경험을 키웠다.
2015년 5월 2일 세븐틴 프로젝트를 거쳐 5월 26일 데뷔 쇼케이스로 데뷔 무대를 가졌으며, 5월 29일 첫 미니 음반 17 CARAT을 발매했다. 2016년 3월 4일부터 3월 25일까지는 세븐틴 공식 팬클럽 'Carat' 1기를 모집하였다. 팬클럽명인 'Carat(캐럿)'은 보석의 질량 단위를 나타내는 영어 단어 'carat'을 사용하여 세븐틴이라는 다이아몬드를 빛내줄 존재 캐럿은 기수가 지날수록 세븐틴의 가치를 높여준다는 뜻을 지니고 있다.
그외에 세븐틴의 대표곡들로는 <아낀다>, 〈아주 NICE〉, 〈지금 널 찾아가고 있어〉, 〈예쁘다〉, 〈어쩌나〉, 〈울고 싶지 않아〉, 〈만세〉, 〈박수〉,〈HIT〉, <Left & Right>, <Rock with you>, 〈Home〉, <HOT>, <손오공>, <음악의신>, <MAESTRO>, <청춘찬가>, <spell>, <lalali>, <LOVE,MONEY,FAME>, <Shohikigen>, <THUNDER> 등이 있다.

## 활동

### 데뷔 이전
플레디스 엔터테인먼트는 인터넷 개인 방송 서비스 유스트림에서 《SEVENTEEN TV》를 시즌별로 방영하며, 세븐틴의 현 멤버들을 출연시켰다. 또한 세븐틴 결성 전, 멤버들은 다양한 활동을 해왔다. 에스쿱스는 2011년 애프터스쿨 블루의 데뷔 싱글 〈Wonder Boy〉의 뮤직비디오에 단독으로 출연했으며, 우지, 호시, 민규, 원우와 함께 2012년 뉴이스트의 데뷔 싱글 〈FACE〉와 2012년 헬로비너스의 첫 번째 미니 앨범 《Venus》의 뮤직비디오에 출연했다. 또한 에스쿱스는 손담비와 애프터스쿨의 미니 앨범 《Love Letter》와 오렌지캬라멜의 첫 번째 정규 앨범 《Lipstick》의 수록곡 피쳐링에 참여했다. 민규와 원우는 2014년 산이와 레이나의 콜라보레이션 싱글 〈한여름밤의 꿀〉의 백댄서와 계범주의 두 번째 미니 앨범 《24》의 타이틀곡 뮤직비디오에 출연하였다. 버논은 2014년 MBC 예능 《헬로! 이방인》에 고정 출연했다. 준은 중국에서 2007년 영화 《들개》, 2010년 영화 《엽문 3》, 2013년 영화에 출연 했다.

### 2015년
2015년 4월 15일에 MBC 뮤직 《세븐틴 프로젝트 - 데뷔 대작전》의 방영 확정을 알려 처음으로 세븐틴의 데뷔를 공식화했다. 이후 4월 20일 에스쿱스의 개인 데뷔 티저 영상을 시작으로 호시, 정한, 버논, 디에잇, 우지, 민규, 도겸, 원우&승관, 준, 디노, 조슈아 순으로 티저를 공개했다. 세븐틴은 2015년 5월 29일 첫 번째 미니 앨범 《17 CARAT》을 발매하고, 타이틀곡 〈아낀다〉의 뮤직비디오를 유튜브 공식채널을 통해 공개했다. 데뷔 앨범은 우지와 플레디스 엔터테인먼트와 협력 관계를 맺고 있는 PJR 엔터테인먼트의 계범주가 프로듀서를 맡아 제작했다. 또한 에스쿱스와 원우, 호시, 민규, 버논, 디노 역시 작사가와 작곡가로서 음반 제작에 참여했다. 세븐틴은 2015년 5월 26일 MBC 뮤직 《세븐틴 데뷔 생방송 쇼케이스》를 시작으로, 5일간 MBC 뮤직 《쇼! 챔피언》, Mnet 《엠카운트다운》, KBS 《뮤직뱅크》, SBS 《인기가요》에서 차례로 데뷔무대를 선보였다.
2015년 8월 31일 플레디스 엔터테인먼트는 세븐틴 공식 홈페이지와 트위터, 페이스북을 통해 세븐틴의 두 번째 미니 앨범 《BOYS BE》의 티저 사진을 공개했고, 9월 8일 뮤직비디오 티저를 공개했다. 세븐틴은 2015년 9월 10일 두 번째 미니 앨범 《BOYS BE》을 발매했고, 타이틀곡 〈만세〉의 뮤직비디오를 유튜브 공식채널을 통해 공개했다. 두 번째 미니 앨범 역시 우지와 계범주가 프로듀서를 맡아 제작했다. 또한 전작에 이어 에스쿱스, 원우, 민규, 버논, 디노 역시 작사가와 작곡가로서 음반 제작에 참여했다.

### 2016년
2016년 4월 24일 플레디스 엔터테인먼트는 세븐틴 첫 정규 앨범 《love&letter》의 타이틀 곡인 "예쁘다"의 뮤직비디오를 공개하였다. 4월 26일부터 첫 번째 정규 앨범 발매를 시작했다.
2016년 7월 4일 플레디스 엔터테인먼트는 세븐틴 첫 정규 앨범 이후 리패키지 앨범 《love&letter》 타이틀 곡인 "아주 NICE" 뮤직비디오를 공개 해 활동하였다.
2016년 7월 30일부터 7월 31일까지 열린 서울 콘서트를 시작으로 오사카, 도쿄, 싱가포르, 마닐라, 자카르타, 방콕, 멜버른, 시드니 등의 도시들을 방문하며 약 한 달 반 동안의 첫 아시아 투어를 진행했다. 이는 9월 11일 대만 팬미팅을 마지막으로 종료되었다.
2016년 12월 5일, 플레디스 엔터테인먼트는 세븐틴의 세 번째 미니앨범인 《GOING SEVENTEEN》과 타이틀 곡인 "붐붐"을 공개해 활동을 종료하였고 팬들을 위해 수록곡이자 원래는 퍼포먼스팀 곡이었던 "Highlight"라는 곡으로 1주간 활동하였다.

### 2017년
2017년 5월 22일 플레디스 엔터테인먼트는 세븐틴의 네 번째 미니앨범인 《Al1》을 발매하고, 당일 오후 6시 타이틀곡 "울고 싶지 않아"의 음원과 함께 뮤직비디오를 공개하였다. 5월 23일에는 올림픽공원 올림픽홀에서 쇼케이스를 개최하였으며, "울고 싶지 않아" 뮤직비디오는 공개 약 2주만에 조회수가 1천만 뷰를 돌파했다. 세븐틴은 "울고 싶지 않아"로 4주간 활동하며, SBS MTV 《더 쇼》, KBS 《뮤직뱅크》, MBC MUSIC 《쇼챔피언》, Mnet 《엠카운트다운》의 음악방송에서 6회 1위를 수상하였다.
2017년 11월 6일 플레디스 엔터테인먼트는 세븐틴의 정규 2집 앨범인《TEEN AGE》을 발매하고, 당일 오후 6시 타이틀곡 "박수"의 음원과 함께 뮤직비디오를 공개하였다. 11월 7일에는 Mnet Present를 통해서 컴백 쇼케이스를 개최하였으며, MBC MUSIC 《쇼챔피언》을 시작으로 활동하기 시작하였다.

### 2018년
2018년 2월 5일 플레디스 엔터테인먼트는 세븐틴의 스페셜 앨범인 《DIRECTOR'S CUT》을 발매하고, 당일 오후 6시 타이틀곡 "고맙다"의 음원과 함께 뮤직비디오를 공개하였다.
2018년 7월 16일 플레디스 엔터테인먼트는 세븐틴의 앨범을 당일 오후 6시 타이틀곡 "어쩌나"의 음원과 함께 뮤직비디오를 공개하였다. 7월 18일 M net 《M countdown》을 시작으로 활동하기 시작했다.

### 2019년
2019년 1월 21일 플레디스 엔터테인먼트는 세븐틴의 여섯번째 미니 앨범 《YOU MADE MY DAWN》을 타이틀곡 "HOME"의 음원과 함께 당일 오후 6시 공개됨을 밝혔다. "숨이 차"라는 곡을 엠넷 마마에서 선공개해 캐럿들에게서 기대를 끌었다. 1월 24일 엠넷 《M countdown》을 시작으로 활동하기 시작했다. 모든 음악방송에서 1위의 자리를 2주 동안 얻었으며 3주 연속 1위 한 곳도 생기며 10관왕을 성공시켰다. 특히 음악중심과 인기가요에서 첫 1위를 획득하고, 캐럿들은 드디어 소원(인기가요 MC인 민규가 직접 세븐틴이 1위라고 말해주는 것)을 이루었다며 기뻐했다.
2019년 8월 5일 첫 디지털 싱글 앨범 《HIT》으로 일주일간 활동을 하였다.
2019년 9월 16일 세번째 정규 앨범으로 《An Ode》을 발매하고, 당일 오후 6시 타이틀곡 "독 : Fear"의 음원과 함께 뮤직비디오를 공개하였다. 이와 동시에 쇼케이스를 개최하고 3주간 활동하였으며, Mnet 《엠카운트다운》, KBS 《뮤직뱅크》의 음악방송에서 2회 1위를 수상하였다. 2019년 11월, 멤버이자 리더 에스쿱스가 심리적 불안 증세로 인해 활동을 잠정 중단하게 되었고, 이어서 2019년 12월 멤버 정한까지 건강상의 이유로 활동을 일시 중단하게 됨으로써 11인조로 활동하였었다. 멤버 정한이 골든디스크에 나와 복귀함을 알리며 캐럿들을 놀라게 했다.

### 2020년
2020년 3월 3일 멤버이자 리더 에스쿱스가 V앱을 통해서 활동을 재개한다고 밝혔다. 이와 함께 다시 완전체 13명으로 활동한다.
2020년 4월 1일  Maiochiruhanabira (舞 い 落 ち る 花 び ら)"를 일본에서 발매했다.
2020년 6월 22일 미니 7집 앨범 《헹가래》을 발매하고, 당일 오후 6시 타이틀곡 "Left & Right"의 음원과 함께 뮤직비디오 공개와 당일 오후 7시 쇼케이스를 개최를 하였다.
2020년 7월 21일 멤버 승관이 발목 인대 파열로 인해 활동을 중단하게 되었다. 12인체제로 활동을 이어가였다.
2020년 8월 30일 팬미팅을 통해서 멤버 승관이 활동을 재개하였다.
2020년 9월 9일 일본 앨범  《24 H》를 발매했다.
2020년 10월 19일 스페셜 앨범 《;Semicolon》을 발매하고, 당일 오후 6시 타이틀곡 "HOME;RUN"의 음원과 함께 뮤직비디오 공개와 함께 컴백했다.

### 2021년
2021년 6월 18일 미니 8집 앨범 《Your Choice》를 발매하고, 당일 오후 6시 타이틀곡 "Ready To Love"의 음원과 뮤직비디오 공개와 함께 컴백하였다. 6월 19일 세븐틴 스텝이 코로나 19에 감염됨에 따라 코로나 검사를 받았으며 다행히 모든 멤버들이 음성 판정을 받았다. 하지만 정부 지침에 따라 6월 29일까지 모든 활동을 중단하게 되었다. 이로 인해 컴백 하루만에 활동을 보류하게 되었다. 7월 1일 엠카운트다운을 통해 다시 활동을 시작한다. 그러나 어깨부상과 이마 타박상등으로 인해 에스쿱스는 활동을 불참하게 되었다.
7월 19일 모든 멤버들이 계약종료 기간이 오기 전에 재계약을 하였다. 이로 인해 7년차 징크스는 자연스럽게 넘어가게 되었다.
9월 1일 멤버 준과 디에잇이 중국 활동으로 인해 팀 활동을 중단하게 되었다. 11인체제로 연말까지 활동을 이어간다.
10월 22일 미니 9집 앨범 《Attacca》를 발매하고, 당일 오후 1시 타이틀곡 "Rock with you"의 음원과 뮤직비디오 공개와 함께 컴백하였다.
11월 14일, 11월 21일 'POWER OF LOVE' 온라인 콘서트를 개최하였다. 콘서트는 코로나19의 영향으로 인해 비대면으로 진행되었고, 회차별로 'POWER'와 'LOVE' 테마로 구성되었다.
11월 29일, 《Power of love》싱글로 컴백했다.
12월 8일 스페셜 싱글 앨범 《あいのちから》를 발매하며 일본에서 컴백했다.

### 2022년
2022년 1월 8일 골든디스크 시상식을 통해서 멤버 준, 디에잇을 포함한 완전체 활동을 재개하였다.
2022년 4월 15일 네번째 정규 앨범 발매전 영어로 된 곡 《Darl+ing》이 선공개되었다.
2022년 5월 27일 네번째 정규 앨범 《Face the Sun》을 발매하고 당일 오후 1시 타이틀곡 음원과 함께 뮤직비디오 공개와 함께 컴백하였다.
2022년 7월 18일 미니 앨범 {sector 17}을 발매하고 당일 오후 6시 타이틀곡 <_world>라는 음원과 함께 뮤직비디오 공개와 컴백하였다.

### 2023년
2023년 4월 24일 미니 10집 앨범 {FML}을 발매하고 당일 오후 6시에 타이틀곡과 음원이 뮤직비디오 공개와 함께 컴백하였다. 세븐틴 역사상 첫 더블타이틀로 컴백한다. 첫 번째 타이틀은 F*ck my life, 두 번째 타이틀은 손오공(SUPER)이다. 다만, 첫 번째 타이틀 F*ck my life는 2023년 5월 8일에 뮤직비디오가 공개하였다.
2023년 7월 3일 멤버 승관이 컨디션 난조로 당분간 팀 활동에 불참했다.
2023년 8월 17일 멤버 에스쿱스가 무릎 부상으로 활동을 중단하며 수술 후 치료 회복에 전념할 예정이라고 밝혔다.
2023년 10월말 컴백을 앞두고 있다. 더불어 컨디션 난조로 활동을 중단했던 승관도 합류 예정이며, 좌측 슬관절 전방십자인대가 파열되는 부상으로 수술을 받은 에스쿱스는 유동적으로 활동에 참여할 계획이라고 밝혔다.
하지만 멤버 승관이 활동중단을 선언한지 2달뒤인,9월 4일에 활동을 쉬고 있는 에스쿱스를 제외하고 승관을 포함한 12명의 멤버가 9월 6일~7일에 열리는 일본콘서트를 위해 출국하는것이 포착되며 복귀를 선언했다.
2023년 10월 19일 멤버 에스쿱스는 당분간 컴백 활동 불참한다고 밝혔다. 그와 동시에 에스쿱스 대신 정한이 임시 리더를 맡고 있다.
2023년 10월 23일 미니 11집 앨범 {SEVENTEENTH HEAVEN}을 발매하고 당일 오후 6시에 타이틀곡과 음원이 뮤직비디오와 함께 컴백하였다.
2023년 10월 26일 멤버 민규가 허리 통증으로 인해 유동적으로 활동을 하여 이번주에는 11인 체제로 활동했다.
2023년 10월 30일 멤버 민규가 몸 상태가 좀 나아져 활동 재개로 12인 체제로 활동했다.
2023년 12월 14일 멤버 정한은 발목 부상이 심해져 수술하여 회복을 위해 활동 중단하여 11인 체제로 활동했다.
2023년 12월 26일 팬들의 성원에 힘입어 《경음악의 신》를 발매했다.

### 2024년
2024년 1월 5일부터 2024년 2월 16일까지 tvN과 위버스에서 매주 금요일 《나나투어 with 세븐틴》이 방영하였다.
2024년 2월 23일 오는 3월부터 멤버 에스쿱스, 정한의 활동 복귀를 밝혔다.
2024년 3월 1일 멤버 에스쿱스는 최근 십자인대 파열로 군 면제 되었다.
2024년 4월 29일 베스트 앨범 {17 IS RIGHT HERE}를 발매하며 컴백한다.
2024년 8월 12일 위버스를 통해 멤버 정한은 올 하반기 병역 의무 이행이 예정되어 있습니다. 사전 준비가 가능한 콘텐츠는 대부분 촬영을 완료하였으나, 올 10월부터 예정된 미니 12집 활동 및 ‘SEVENTEEN [RIGHT HERE] WORLD TOUR’ 일정에는 참여할 수 없게 되었습니다"라고 알렸다. 정한은 사전에 공지된 팬사인회 및 ‘롤라팔루자 베를린’ 공연 등에는 차질 없이 참여할 예정으로 정한의 병역 의무 이행 관련 상세 공지는 추후 별도 안내를 예고했다. 중국인 멤버 준은 하반기 중국에서 연기 등의 활동과 병행을 결정했다. 소속사는 "정한과 마찬가지로 사전 준비가 가능한 콘텐츠는 촬영을 완료하였으나 ‘롤라팔루자 베를린’ 공연, 미니 12집 음악 방송 활동, ‘SEVENTEEN [RIGHT HERE] WORLD TOUR’는 현지 촬영 스케줄과 겹쳐 부득이 불참하게 됩니다"라며 "단체 활동을 함께 하고자 하는 준의 의지가 강해, 비록 월드투어에는 불참하게 되나 캐럿분들을 만나 뵐 수 있는 일정에 최대한 참여할 예정"이라고 밝혔다.
2024년 9월 26일 멤버 정한은 첫 번째로 군 입대를 하게 되었다.
2024년 10월 14일 미니 12집 앨범 {SPILL THE FEELS}를 발매하며 11인 체제로 활동하였다.

### 2025년
2025년 4월 3일 멤버 원우는 두 번째로 군 입대를 하게 되었다.
2025년 5월 26일 데뷔 10주년 기념 정규 5집 앨범 {HAPPY BURSTAY}을 발매하며 11인 체제로 활동하였다. 군 입대를 한 원우도 음원에 참여한다.
2025년 9월 15일 멤버 우지가 육군 현역병으로 입대할 예정이다.
2025년 9월 16일 멤버 호시가 육군 현역병으로 입대할 예정이다.

## 구성원
- 정한&버논&도겸
- 조슈아&에스쿱스&디노
- 호시&원우
- 승관&디에잇&준&민규&우지